# 트윈 터보
트윈 터보(영어: Twin-turbo)는 2개의 터보차저가 나란히 작동하여 흡기 연료, 공기 혼합물을 압축하는 엔진이다. 가장 일반적인 레이아웃은 2개의 동일하거나 미러링된 터보차저를 병렬로 갖추고 있으며, 각각 독립적인 배관을 통해 V 엔진에서 생성된 배기 가스의 절반을 처리한다. 두 개의 터보차저는 일치하거나 크기가 다를 수 있다.

## 유형 및 조합
트윈 터보 설정에 사용되는 세 가지 유형의 터빈 설정이 있다.
- 평행
- 순차적
- 시리즈

이들은 5가지 컴프레서 설정 유형에 적용될 수 있다.
- 복합 압축기
- 단계별 복합 압축기
- 단계별 순차 압축기
- 병렬 순차 압축기
- 병렬 압축기[1]

## 같이 보기
- 인터쿨러